# 마션 (소설)
《마션: 어느 괴짜 과학자의 화성판 어드벤처 생존기》(The Martian)는 미국의 작가 앤디 위어의 SF 소설이다. 2011년 자비출판 하였으며, 이후 크라운 출판사와 계약하여 2014년 하드커버 버전으로 출판하였다. 미국인 우주비행사 마크 와트니가 화성에서 표류하여 생존하는 모습을 그린다.
영화화가 결정되어 리들리 스콧이 감독을 맡았고, 21세기 폭스가 영화를 만들기로 하였다. 맷 데이먼이 주연을 맡아 2015년 10월에 마션이라는 이름으로 개봉하였다.

## 줄거리
화성에 혼자 방치된 우주 비행사 마크 와트니의 생존을 위한 고군분투와 마크 와트니를 구하려는 주위 사람들의 노력을 그린 작품이다.

## 등장인물
- 마크 와트니(Mark Watney)
- 멜리사 루이스(Melissa Lewis)
- 릭 마르티네스(Rick Martinez)
- 베스 조한슨(Beth Johanssen)
- 알렉스 포겔(Alex Vogel)
- 크리스 베크(Chris Beck)
- 벤카트 카푸어(Venkat Kapoor)
- 미치 헨더슨(Mitch Henderson)
- 브루스 응(Bruce Ng)
- 테디 샌더스(Teddy Sanders)
- 애니 몬트로즈(Annie Montrose)
- 민디 파크(Mindy Park)
- 리치 퍼넬(Rich Purnell)